# رخ دیوانه
رخ دیوانه فیلمی به کارگردانی ابوالحسن داوودی، نویسندگی محمدرضا گوهری و تهیه‌کنندگی بیتا منصوری ساخته سال ۱۳۹۳ است. این فیلم با فضایی ماجراجویانه در گونه‌ای اجتماعی-هیجانی به زبان فارسی و محصول ایران است.
رخ دیوانه برنده سیمرغ بلورین بهترین فیلم و سیمرغ بلورین بهترین فیلم از نگاه تماشاگران در سی و سومین دوره جشنواره فیلم فجر شد.

## خلاصه داستان
داستان چند جوان است که در یک قرار اینترنتی با یکدیگر آشنا شده و به دنبال یک شوخی و شرط‌بندی در مسیری پیچیده و دلهره‌آور می‌افتند، مسیری که درک جدیدی از زندگی و اجتماع را برای هرکدامشان رقم می‌زند و باعث می‌شود سرهم دیگر کلاه بگذارند و ..

## بازیگران
| بازیگر        | نقش           |
| ------------- | ------------- |
| طناز طباطبایی | ماندانا ریاحی |
| صابر ابر      | کاوه نجم      |
| ساعد سهیلی    | مسعود         |
| امیر جدیدی    | پیروز         |
| نازنین بیاتی  | غزل           |
| سحر هاشمی     | شکوفه         |
| گوهر خیراندیش | مادر ماندانا  |
| بیژن امکانیان | پدر غزل       |
| امیرمحمد زند  | پلیس          |
| علی بابلی     | پلیس          |
| رضا آحادی     | مرد داخل خانه |

## جوایز

### سی و سومین دوره جشنواره فیلم فجر[۲]
| قسمت                          | نام             | نتیجه    | جایزه                           |
| ----------------------------- | --------------- | -------- | ------------------------------- |
| بهترین فیلم                   | بیتا منصوری     | برنده    | سیمرغ بلورین                    |
| بهترین کارگردانی              | ابوالحسن داوودی | برنده    | سیمرغ بلورین                    |
| بهترین بازیگر نقش اول زن      | طناز طباطبایی   | نامزدشده |                                 |
| بهترین بازیگر نقش مکمل مرد    | ساعد سهیلی      | نامزدشده |                                 |
| بهترین فیلمبرداری             | فرشاد محمدی     | نامزدشده |                                 |
| بهترین فیلمنامه               | محمدرضا گوهری   | نامزدشده |                                 |
| بهترین موسیقی متن             | کارن همایونفر   | نامزدشده |                                 |
| بهترین تدوین                  | بهرام دهقانی    | نامزدشده |                                 |
| بهترین جلوه‌های ویژه بصری      | وحید قطبی زاده  | برنده    | سیمرغ بلورین                    |
| بهترین صدا (صداگذاری)         | بهمن اردلان     | برنده    | سیمرغ بلورین                    |
| بهترین صدا (صدابرداری)        | نظام‌الدین کیایی | نامزدشده |                                 |
| بهترین فیلم از نگاه تماشاگران | بیتا منصوری     | برنده    | سیمرغ بلورین، اولین فیلم (۳٫۱۷) |

### پانزدهمین دوره جشن حافظ[۳]
| قسمت                      | نام             | نتیجه    |
| ------------------------- | --------------- | -------- |
| بهترین فیلم               | بیتا منصوری     | نامزدشده |
| بهترین کارگردانی          | ابوالحسن داوودی | نامزدشده |
| بهترین فیلمبرداری         | فرشاد محمدی     | نامزدشده |
| بهترین موسیقی متن         | کارن همایونفر   | نامزدشده |
| بهترین دستاورد فنی و هنری | بهرام دهقانی    | نامزدشده |
| بهترین دستاورد فنی و هنری | وحید قطبی زاده  | نامزدشده |